# Мортен Єргенсен
Мортен Єргенсен  (дан. Morten Jørgensen, 23 червня 1985) — данський веслувальник, олімпійський чемпіон.

## Виступи на Олімпіадах
| Олімпіада   | Дисципліна                              | Місце |
| ----------- | --------------------------------------- | ----- |
| Пекін 2008  | легка четвірка розстібна без стернового | 1     |
| Лондон 2012 | легка четвірка розстібна без стернового | 3     |
| Ріо 2016    | легка четвірка розстібна без стернового | 2     |